# Sergentomyia kirki
Sergentomyia kirki är en tvåvingeart som först beskrevs av Aimé Georges Parrot 1948.  Sergentomyia kirki ingår i släktet Sergentomyia och familjen fjärilsmyggor. Inga underarter finns listade i Catalogue of Life.